# Zodiak Free Arts Lab
Das Zodiak Free Arts Lab, auch bekannt unter "Zodiak Club" oder "Zodiac Club", war ein kurzlebiges, dennoch erfolgreiches Projekt mit starkem Einfluss auf die damalige Landschaft der experimentellen Live-Musik. Gegründet in West-Berlin in den späten Tagen des Jahres 1967 von den Künstlern und Musikern Conrad Schnitzler und Hans-Joachim Roedelius, zusammen mit Boris Schaaak.

## Geschichte
Das Zodiak Free Arts Lab befand sich in angemieteten Räumen in einem Gebäude am Halleschen Ufer, gelegen an der Nordseite des Landwehrkanals in Berlin-Kreuzberg, nahe der Großbeerenstraße, U-Bahnhof Möckernbrücke. Das Gebäude war der erste Sitz der Berliner Schaubühne am Halleschen Ufer, ein politisches Theater. Durch die räumliche Nähe des Zodiak an das Theater waren die Öffnungszeiten des Clubs nach Ende der Theaterveranstaltungen gelegt, so dass die Theateraufführungen durch einen hohen Geräuschpegel nicht gestört werden konnten.
Das Zodiak selbst war in zwei Bereiche unterteilt, die für Auftritte genutzt werden konnten. Ein Bereich war komplett in weiß gestrichen, der andere komplett in schwarz, überall standen verschiedenste Instrumente, Verstärker und Lautsprecher, die von den Anwesenden mehr oder weniger frei genutzt werden konnten. Hier konnten Musiker mit verschiedenen Stilen experimentieren, z. B. free Jazz, Psychedelic Rock oder Avantgarde. Konventionelle Musikstile waren allerdings verpönt, dem Zeitgeist entsprechend galt das klassisch aufgebaute Lied als zu bürgerlich.
Unter den vielen Künstlern, Musikern und Bands die das Zodiak als Plattform nutzten, gehörten Namen wie Ash Ra Tempel, Geräusche, Plus/Minus, Curly Curve, Per Sonore, Human Being, The Agitation später bekannt als Agitation Free, Klaus Schulze und auch Tangerine Dream. Der Eintritt war meist niedrig oder frei, die lauten und ikonoklastisch improvisierten Konzerte gipfelten gern mal in zerstörtem Equipment. Der Club spielte eine wichtige Rolle in der Entwicklung einer Musikrichtung, die später den Stempel Krautrock aufgedrückt bekommen sollte.
Ob nun geschuldet dem Anmahnen der hohen Lautstärken durch das Schaubühnenmanagement oder durch die einfache Tatsache der Rastlosigkeit in der West Berliner Szene der damaligen Zeit, stetig auf der Suche nach Freiräumen, das ist nicht weiter belegt, überlebte das Zodiak nur ein paar Monate und schloss Anfang 1969. Dennoch hat das Zodiak Free Arts Lab einen gebührenden Platz in der deutschen Musikgeschichte verdient und bleibt denen, die dort wirkten in guter Erinnerung. Conrad Schnitzler, einer der Gründer des Zodiak, wurde 1969 in die Gruppe Tangerine Dream aufgenommen, spielte dort das erste Album Electronic Meditation, das 1970 veröffentlicht wurde, mit ein. Später dann begründete Schnitzler mit den anderen Zodiak Gründer, Hans-Joachim Roedelius und mit Dieter Moebius eine eigene Band, die sich erst „Kluster“, später dann Cluster nannte.

## Filme
- Ausschnitt aus "Zodiak", Dietmar Buchmann, DE 1969, 15 min
- Krautrock: The Rebirth of Germany, BBC Documentation, UK 2009